# Nova Varoš
Nova Varoš (izvirno srbsko Нова Варош) je naselje v Srbiji, ki je središče istoimenske občine; slednja pa je del Zlatiborskega upravnega okraja.

## Demografija
V naselju živi 7885 polnoletnih prebivalcev, pri čemer je njihova povprečna starost 35,3 let (35,1 pri moških in 35,6 pri ženskah). Naselje ima 3132 gospodinjstev, pri čemer je povprečno število članov na gospodinjstvo 3,30.
To naselje je, glede na rezultate popisa iz leta 2002, večinoma srbsko, a v času zadnjih treh popisov je opazno zmanjšanje števila prebivalcev.
|  |

| Demografija | Demografija     | Demografija     |
| Leto        | Št. prebivalcev | Št. prebivalcev |
| ----------- | --------------- | --------------- |
|             |                 |                 |
|             |                 |                 |
|             |                 |                 |
|             |                 |                 |
| 1948        | 1781            |                 |
| 1953        | 2179            |                 |
| 1961        | 3200            |                 |
| 1971        | 5718            |                 |
| 1981        | 8565            |                 |
| 1991        | 10424           | 10405           |
| 2002        | 10462           | 10335           |
|             |                 |                 |

| Etnična sestava po popisu iz leta 2002 | Etnična sestava po popisu iz leta 2002 | Etnična sestava po popisu iz leta 2002 | Etnična sestava po popisu iz leta 2002 | Etnična sestava po popisu iz leta 2002 |
| -------------------------------------- | -------------------------------------- | -------------------------------------- | -------------------------------------- | -------------------------------------- |
| Srbi                                   | Srbi                                   |                                        | 8.416                                  | 81,43%                                 |
| Bošnjaki                               | Bošnjaki                               |                                        | 1.028                                  | 9,94%                                  |
| Muslimani                              | Muslimani                              |                                        | 498                                    | 4,81%                                  |
| Jugoslovani                            | Jugoslovani                            |                                        | 110                                    | 1,06%                                  |
| Črnogorci                              | Črnogorci                              |                                        | 43                                     | 0,41%                                  |
| Madžari                                | Madžari                                |                                        | 8                                      | 0,07%                                  |
| Hrvati                                 | Hrvati                                 |                                        | 7                                      | 0,06%                                  |
| Makedonci                              | Makedonci                              |                                        | 4                                      | 0,03%                                  |
| Bunjevci                               | Bunjevci                               |                                        | 4                                      | 0,03%                                  |
| Slovenci                               | Slovenci                               |                                        | 2                                      | 0,01%                                  |
| Albanci                                | Albanci                                |                                        | 2                                      | 0,01%                                  |
| Ukrajinci                              | Ukrajinci                              |                                        | 1                                      | 0,00%                                  |
| Slovaki                                | Slovaki                                |                                        | 1                                      | 0,00%                                  |
| Romuni                                 | Romuni                                 |                                        | 1                                      | 0,00%                                  |
| Neznano                                | Neznano                                |                                        | 62                                     | 0,59%                                  |